# Munch (série télévisée)
Pour les articles homonymes, voir Munch.
Munch est une série télévisée française en 32 épisodes de 52 minutes créée par Valérie Tong Cuong et diffusée entre le 21 novembre 2016 et le 11 novembre 2021 sur TF1, et en Belgique sur La Une.

## Synopsis
La série suit Gabrielle Munchovski, dite « Munch », une avocate pénaliste atypique qui dirige un cabinet et se consacre à la défense de personnes accusées à tort. Elle s'entoure d'une équipe composée de son associé et ami Hubert Bellanger, du détective privé Gaspard Morin, de Clarisse Duflot (secrétaire devenue avocate) et d'Aurélien Berton. 
Munch mêle intrigues judiciaires et vies personnelles : les dossiers du cabinet servent souvent de point de départ à des arcs se concentrant sur les parcours intimes des personnages (par exemple la situation familiale de Clarisse et les tensions liées à son fils Nathan).

## Fiche technique
- Titre original : Munch
- Genre : Policier, comédie
- Pays :  France
- Réalisation : Gabriel Julien-Laferrière, Frédéric Berthe (saison 2, épisodes 5 à 10), Thierry Binisti (saison 3)
- Scénario : Marie-Alice Gadea et Marie Vinoy
- Dialogue : Bruno Dega et Jeanne Le Guillou
- Directeur de la photographie : Cyrill Renaud
- Montage : Gaétan Boussand (saison 2, épisodes 7 et 8)
- Musique : Sophia Morizet PJ Hanke
- Chaîne de diffusion :
  -  France : TF1
  -  Belgique : La Une

## Distribution

### Cabinet Munchovski et Bellanger (saison 1 à 3)puisCabinet Munchovski et Berton (depuis la saison 4)
- Isabelle Nanty : Me Gabrielle Munchovski, dite Munch, associée du cabinet
- Lucien Jean-Baptiste : Me Hubert Bellanger, associé du cabinet (saisons 1 à 3), décédé
- Tom Villa : Me Aurélien Berton devenu associé du cabinet depuis la saison 4
- Aurélien Wiik : Gaspard Morin, détective privé
- Paloma Coquant : Clarisse Duflot, secrétaire (saisons 1 à 4) puis (depuis la saison 4) est devenue avocate
- Hippolyte Girardot : Me Mathieu Schaffer (depuis la saison 4)
- Lola Andreoni : Samia Elkaim (depuis la saison 4), stagiaire

### Palais de justice
- Nicolas Carpentier : le procureur Jérôme Tillier (depuis la saison 2)
- Xavier Gallais : le juge Aubry (saisons 1 et 2)
- Joséphine Draï : la juge Langlois (saisons 1 et 2)

### Famille Munchovski
- Stéphane Guillon : Pierre Lomard, l'ex-compagnon de Gabrielle (saison 2, épisodes 4, 7 et 8)
- Oscar Berthe : Joseph Lomard, le fils de Pierre et l'ex-beau-fils de Gabrielle (saison 2, épisodes 6 à 9)
- Marilou Berry : Me Blanche Braque, la demi-sœur de Munch (saison 3)[1]

### Famille Bellanger
- Loreyna Colombo : Pauline, la fille d'Hubert (saisons 1 et 2, invitée saison 4)
- Baptiste Caillaud : Swann, le petit-ami d'Hubert (récurrent saison 1, invité saison 2)

### Famille Berton
- India de Almeida : Inès, l'ex-compagne d'Aurélien (saison 3)
- Dominique Guillo : Louis Berton, le père d'Aurélien (depuis la saison 1)
- Marina Moncade : Marie, la mère d'Aurélien (saison 4)
- Jérémie Duvall : Louis Berton Jr, frère d'Aurélien (saison 4)

### Famille Morin
- Antoine Coesens : Julien Vasseur, le père de Gaspard (depuis la saison 3)
- Cécilia Hornus : Amélie, la mère de Gaspard (saison 4)

### Famille Duflot
- Aaron Serfaty : Nathan, le fils de Clarisse
- Chrystelle Labaude : Éliane Boyer, l'ex-belle-mère de Clarisse (saison 1, épisodes 5 à 7)

## Production
Le rôle de Munch a été taillé sur mesure pour Isabelle Nanty, qui a participé de près à la création du personnage. La production a fait appel à l'avocat Pascal Garbarini comme consultant judiciaire.
Début mars 2021, TF1 officialise une 4e saison dont le tournage est prévu jusqu’à mi-juin 2021 en région parisienne, diffusion prévue fin 2021/début 2022.
Une cinquième saison aurait été commandée en janvier 2022, mais aucun développement n'était en cours en mars 2023.

## Épisodes

### Saison 1 (2016-2017)
1. Tel père, tel fils
2. Parole contre parole
3. Une vérité trompeuse
4. Mi-figue, mi-raisin
5. Dernière danse
6. Ultime recours
7. Jamais sans mon fils
8. Le Procès

### Saison 2 (2018)
Cette saison de dix épisodes est diffusée du 23 octobre au 13 novembre 2018 sur TF1 en Belgique et du 25 octobre au 29 novembre 2018.
1. Destins croisés, partie 1
2. Destins croisés, partie 2
3. Secret défense
4. Une mère courage
5. À couteaux tirés
6. Meurtre 2.0
7. De père en fils
8. Pot de terre contre pot de fer
9. Cold Case, partie 1
10. Cold Case, partie 2

### Saison 3 (2019-2020)
Cette saison est diffusée en 2019, en Belgique et le 30 janvier 2020 en France. Au cours de cette troisième saison, le cabinet accueille une nouvelle avocate, Me Blanche Braque, interprétée par Marilou Berry1.
1. Impossible n'est pas Munch
2. Cas de conscience
3. Un coupable trop parfait
4. Rien que la vérité
5. Mon fils
6. Il faut sauver Gaspard

### Saison 4 (2021)
Cette saison de huit épisodes est diffusée le 12 octobre sur La Une et le 21 octobre 2021 sur TF1. Elle voit l'arrivée de Me Mathieu Schaffer, interprété par Hippolyte Girardot.
1. Collisions
2. Divorce à la Russe
3. Sans Famille
4. Cinquante nuances de Munch
5. Munch contre Munch
6. Le 18 appelle Munch !
7. Parents, métier à risque
8. Tu bluffes, Munch !

## Diffusion
| Saison | Nombre d'épisodes | Horaire         | Diffusion        | Diffusion        |
| Saison | Nombre d'épisodes | Horaire         | Début de saison  | Fin de saison    |
| ------ | ----------------- | --------------- | ---------------- | ---------------- |
| 1      | 8                 | Lundi à 21 h 10 | 21 novembre 2016 | 29 mai 2017      |
| 2      | 10                | Jeudi à 21 h 10 | 25 octobre 2018  | 29 novembre 2018 |
| 3      | 6                 | Jeudi à 21 h 10 | 30 janvier 2020  | 13 février 2020  |
| 4      | 8                 | Jeudi à 21 h 10 | 21 octobre 2021  | 11 novembre 2021 |

## Audiences en France

### Saison 1 (2016-2017)
| #       | Épisode              | Jour et horaire de diffusion           | Audience  | PDM    | Source |
| ------- | -------------------- | -------------------------------------- | --------- | ------ | ------ |
| 1       | Tel père, tel fils   | Lundi 21 novembre 2016 (21:10 - 22:00) | 6 342 000 | 24,5 % | [ 6 ]  |
| 2       | Parole contre parole | Lundi 21 novembre 2016 (22:00 - 22:50) | 5 300 000 | 25,1 % | [ 6 ]  |
| 3       | Une vérité trompeuse | Lundi 15 mai 2017 (21:10 - 22:00)      | 5 738 000 | 23,1 % | [ 7 ]  |
| 4       | Mi-figue, mi-raisin  | Lundi 15 mai 2017 (22:00 - 22:50)      | 4 530 000 | 22,8 % | [ 7 ]  |
| 5       | Dernière danse       | Lundi 22 mai 2017 (21:10 - 22:00)      | 5 095 000 | 21,1 % | [ 8 ]  |
| 6       | Ultime recours       | Lundi 22 mai 2017 (22:00 - 22:50)      | 4 520 000 | 23,0 % | [ 8 ]  |
| 7       | Jamais sans mon fils | Lundi 29 mai 2017 (21:10 - 22:00)      | 5 434 000 | 22,9 % | [ 6 ]  |
| 8       | Le Procès            | Lundi 29 mai 2017 (22:00 - 22:50)      | 4 920 000 | 23,3 % | [ 6 ]  |
| Moyenne | Moyenne              | Moyenne                                | 5 234 875 | 23,2 % |        |

### Saison 2 (2018)
| #       | Épisode                        | Jour et horaire de diffusion            | Audience  | PDM    | Source |
| ------- | ------------------------------ | --------------------------------------- | --------- | ------ | ------ |
| 1       | Destins croisés, partie 1      | Jeudi 25 octobre 2018 (21:10 - 22:00)   | 5 294 000 | 23,2 % | [ 9 ]  |
| 2       | Destins croisés, partie 2      | Jeudi 25 octobre 2018 (22:00 - 22:50)   | 4 750 000 | 24,8 % | [ 9 ]  |
| 3       | Secret défense                 | Jeudi 1er novembre 2018 (21:10 - 22:00) | 5 691 000 | 24,7 % | [ 10 ] |
| 4       | Une mère courage               | Jeudi 1er novembre 2018 (22:00 - 22:50) | 4 940 000 | 26,7 % | [ 10 ] |
| 5       | À couteaux tirés               | Jeudi 15 novembre 2018 (21:10 - 22:00)  | 5 235 000 | 23,6 % | [ 11 ] |
| 6       | Meurtre 2.0                    | Jeudi 15 novembre 2018 (22:00 - 22:50)  | 4 420 000 | 25,9 % | [ 11 ] |
| 7       | De père en fils                | Jeudi 22 novembre 2018 (21:10 - 22:00)  | 5 173 000 | 22,5 % | [ 12 ] |
| 8       | Pot de terre contre pot de fer | Jeudi 22 novembre 2018 (22:00 - 22:50)  | 4 340 000 | 22,9 % | [ 12 ] |
| 9       | Cold Case, partie 1            | Jeudi 29 novembre 2018 (21:10 - 22:00)  | 5 585 000 | 24,4 % | [ 13 ] |
| 10      | Cold Case, partie 2            | Jeudi 29 novembre 2018 (22:00 - 22:50)  | 5 210 000 | 27,9 % | [ 13 ] |
| Moyenne | Moyenne                        | Moyenne                                 | 5 063 800 | 24,6 % |        |

### Saison 3 (2020)
| #       | Épisode                    | Jour et horaire de diffusion          | Audience  | PDM    | Source |
| ------- | -------------------------- | ------------------------------------- | --------- | ------ | ------ |
| 1       | Impossible n'est pas Munch | Jeudi 30 janvier 2020 (21:10 - 22:00) | 5 407 000 | 24,6 % | [ 14 ] |
| 2       | Cas de conscience          | Jeudi 30 janvier 2020 (22:00 - 22:50) | 4 640 000 | 27,4 % | [ 14 ] |
| 3       | Un coupable trop parfait   | Jeudi 6 février 2020 (21:10 - 22:00)  | 5 471 000 | 25,5 % | [ 15 ] |
| 4       | Rien que la vérité         | Jeudi 6 février 2020 (22:00 - 22:50)  | 4 600 000 | 29,1 % | [ 15 ] |
| 5       | Mon fils                   | Jeudi 13 février 2020 (21:10 - 22:00) | 5 126 000 | 24,0 % | [ 16 ] |
| 6       | Il faut sauver Gaspard     | Jeudi 13 février 2020 (22:00 - 22:50) | 4 360 000 | 27,4 % | [ 16 ] |
| Moyenne | Moyenne                    | Moyenne                               | 4 934 000 | 26,3 % |        |

### Saison 4 (2021)
| #       | Épisode                   | Jour et horaire de diffusion           | Audience  | PDM    | Source |
| ------- | ------------------------- | -------------------------------------- | --------- | ------ | ------ |
| 1       | Collisions                | Jeudi 21 octobre 2021 (21:10 - 22:00)  | 5 006 000 | 23,6 % | [ 17 ] |
| 2       | Divorce à la Russe        | Jeudi 21 octobre 2021 (22:00 - 22:50)  | 3 870 000 | 23,1 % | [ 17 ] |
| 3       | Sans famille              | Jeudi 28 octobre 2021 (21:10 - 22:00)  | 5 343 000 | 25,5 % | [ 18 ] |
| 4       | Cinquante nuance de Munch | Jeudi 28 octobre 2021 (22:00 - 22:50)  | 4 410 000 | 25,9 % | [ 18 ] |
| 5       | Munch contre Munch        | Jeudi 4 novembre 2021 (21:10 - 22:00)  | 5 156 000 | 23,4 % | [ 19 ] |
| 6       | Le 18 appelle Munch       | Jeudi 4 novembre 2021 (22:00 - 22:50)  | 4 230 000 | 24,4 % | [ 19 ] |
| 7       | Parents, métier à risque  | Jeudi 11 novembre 2021 (21:10 - 22:00) | 5 186 000 | 23,8 % | [ 20 ] |
| 8       | Tu bluffes Munch ?        | Jeudi 11 novembre 2021 (22:00 - 22:50) | 4 400 000 | 25,3 % | [ 20 ] |
| Moyenne | Moyenne                   | Moyenne                                | 4 700 125 | 24,4 % | [ 21 ] |

### Récapitulatif
| Saison | Nombre d'épisodes | Audience  | Audience  | Audience  | Audience  | Audience  |
| Saison | Nombre d'épisodes | Première  | Finale    | Moyenne   | Minimum   | Maximum   |
| ------ | ----------------- | --------- | --------- | --------- | --------- | --------- |
| 1      | 8                 | 6 342 000 | 4 920 000 | 5 234 875 | 4 520 000 | 6 342 000 |
| 2      | 10                | 5 294 000 | 5 210 000 | 5 063 800 | 4 340 000 | 5 691 000 |
| 3      | 6                 | 5 407 000 | 4 360 000 | 4 934 000 | 4 360 000 | 5 471 000 |
| 4      | 8                 | 5 006 000 | 4 400 000 | 4 700 125 | 3 870 000 | 5 343 000 |

- Les plus hauts chiffres d'audience
- Les plus bas chiffres d'audience

### Graphique
| Audiences par saison (en milliers de téléspectateurs)Légende : Saison 1 / Saison 2 / Saison 3 / Saison 4 |

## Réception critiques
Sur Allociné, la série obtient une note de 3,9/5 pour 253 notes dont 18 critiques.
Pour Moustique, « cela pourrait être une série française comme les autres, mais heureusement il y a un mais, qui a la forme d'Isabelle Nanty […]. Cette petite femme intense et volontiers bougonne sait ce qu'elle veut. Son personnage aussi. »